# Ted Harris
Edward Alexander „Ted“ Harris (* 18. Juli 1936 in Winnipeg, Manitoba) ist ein ehemaliger kanadischer Eishockeyspieler und -trainer, der im Verlauf seiner aktiven Karriere zwischen 1953 und 1975 unter anderem 888 Spiele für die Canadiens de Montréal, Minnesota North Stars, Detroit Red Wings, St. Louis Blues und Philadelphia Flyers in der National Hockey League auf der Position des Verteidigers bestritten hat. Mit den Canadiens und Flyers gewann er insgesamt fünfmal den Stanley Cup. In der Folge seines Karriereendes arbeitete er zwischen 1975 und 1977 als Cheftrainer für sein Ex-Team Minnesota North Stars.

## Karriere
Harris verbrachte seine Juniorenzeit bei den Winnipeg Monarchs in der Manitoba Junior Hockey League, wo er zwischen 1953 und 1956 spielte. Im Alter von 20 Jahren wechselte der Verteidiger dann in den Profibereich und war zunächst zwei Jahre für die Philadelphia Ramblers in der Eastern Hockey League und anschließend ein Jahr bis 1959 die Victoria Cougars in der Western Hockey League aktiv.
Zur Saison 1959/60 zog es Harris durch ein Leihgeschäft zu den Springfield Indians in die American Hockey League. Mit den Indians gewann der Kanadier in den folgenden drei Spielzeiten ebenso oft den Calder Cup. Nach dem vierten Jahr verließ er das Team und wechselte innerhalb der Liga zu den Cleveland Barons. Der Grund darin lag, dass ihn die Indians zu den Canadiens de Montréal aus der National Hockey League transferiert hatten und diese ihn zunächst bei Barons einsetzten. Insgesamt waren elf Spieler in den Transfer involviert. Am Ende der Spielzeit 1963/64 gewann er mit Cleveland seinen vierten Calder Cup. Zudem erhielt er den Eddie Shore Award als bester Abwehrspieler der Liga und wurde ins First All-Star Team der AHL berufen. Zum darauffolgenden Spieljahr schaffte er schließlich den Sprung in den NHL-Kader der Canadiens, dem er bis zum Ende der Saison 1969/70 vorbehaltlos angehörte. In dem Zeitraum von sechs Jahren gewann der Verteidiger viermal den Stanley Cup mit den Franko-Kanadiern und nahm an drei NHL All-Star Games teil. Zudem war 1969 Mitglied des NHL Second All-Star Team.
Im Juni 1970 musste Harris die Canadiens schließlich verlassen, nachdem er im Intra-League-Draft von den Minnesota North Stars ausgewählt worden war. Dort wurde der erfahrene Defensivakteur auf Anhieb zum Mannschaftskapitän ernannt. Diesen Posten behielt er bis zum November 1973, als er im Tausch für Gary Bergman zu den Detroit Red Wings transferiert wurde. Während seiner lediglich 41 Spiele andauernden Zeit bei den Red Wings bis Mitte Februar 1974 fungierte er ebenfalls zeitweilig als Teamkapitän. Durch ein sechs Spieler umfassendes Transfergeschäft, in dem er mit Bill Collins und Garnet Bailey das Team verließ, beendete Harris die Saison 1973/74 letztlich bei den St. Louis Blues. Im Gegenzug wechselten Bryan Watson, Chris Evans und Jean Hamel. Die Blues verkauften ihn dann im September 1974 an die Philadelphia Flyers. Dort verbrachte Harris seine letzte Spielzeit in der NHL, die er mit dem Gewinn seines fünften Stanley Cups krönte. Nach der Saison 1974/75 beendete er seine aktive Karriere im Alter von 38 Jahren.
In der Folge kehrte Harris zu den Minnesota North Stars zurück, die ihn zur Spielzeit 1975/76 als Cheftrainer verpflichten. Die folgenden zwei Jahre betreute er die North Stars mit mäßigem Erfolg. Nach einem schlechten Start in die Saison 1977/78 wurde der Kanadier im Saisonverlauf entlassen. Ein weiterer Versuch in der Spielzeit 1978/79 bei den Springfield Indians als Cheftrainer Fuß zu fassen, scheiterte ebenso mit der frühzeitigen Entlassung.

## Erfolge und Auszeichnungen
| - 1955 Turnbull-Cup-Gewinn mit den Winnipeg Monarchs - 1955 MJHL First All-Star Team - 1960 Calder-Cup-Gewinn mit den Springfield Indians - 1961 Calder-Cup-Gewinn mit den Springfield Indians - 1962 Calder-Cup-Gewinn mit den Springfield Indians - 1964 Calder-Cup-Gewinn mit den Cleveland Barons - 1964 Eddie Shore Award - 1964 AHL First All-Star Team - 1965 Teilnahme am NHL All-Star Game - 1965 Stanley-Cup-Gewinn mit den Canadiens de Montréal | - 1966 Stanley-Cup-Gewinn mit den Canadiens de Montréal - 1967 Teilnahme am NHL All-Star Game - 1968 Stanley-Cup-Gewinn mit den Canadiens de Montréal - 1969 Teilnahme am NHL All-Star Game - 1969 Stanley-Cup-Gewinn mit den Canadiens de Montréal - 1969 NHL Second All-Star Team - 1971 Teilnahme am NHL All-Star Game - 1972 Teilnahme am NHL All-Star Game - 1975 Stanley-Cup-Gewinn mit den Philadelphia Flyers |

## Karrierestatistik
(Legende zur Spielerstatistik: Sp oder GP = absolvierte Spiele; T oder G = erzielte Tore; V oder A = erzielte Assists; Pkt oder Pts = erzielte Scorerpunkte; SM oder PIM = erhaltene Strafminuten; +/− = Plus/Minus-Bilanz; PP = erzielte Überzahltore; SH = erzielte Unterzahltore; GW = erzielte Siegtore; 1 Play-downs/Relegation; Kursiv: Statistik nicht vollständig)

### NHL-Trainerstatistik
(Legende zur Trainerstatistik: Sp oder GC = Spiele insgesamt; W oder S = erzielte Siege; L oder N = erzielte Niederlagen; T oder U = erzielte Unentschieden; OTL oder OTN = erzielte Niederlagen nach Overtime oder Shootout; Pts oder Pkt = erzielte Punkte; Pts% oder Pkt% = Punktquote; Win% = Siegquote; Resultat = erreichte Runde in den Play-offs)